# برنارد إم. أوليفر
برنارد إم. أوليفر (بالإنجليزية: Bernard More Oliver)‏ هو مخترع وعالم حاسوب ومهندس أمريكي، ولد في 17 مايو 1916 في Soquel, California ‏ في الولايات المتحدة، وتوفي في 23 نوفمبر 1995 في لوس ألتوس هيلس في الولايات المتحدة.

## وصلات خارجية
- برنارد إم. أوليفر على موقع إن إن دي بي (الإنجليزية)